# Collegio di Kenilworth and Southam
Kenilworth and Southam è un collegio elettorale inglese situato nel Warwickshire, nelle Midlands Occidentali, rappresentato alla Camera dei comuni del Parlamento del Regno Unito. Elegge un membro del parlamento con il sistema first-past-the-post, ossia maggioritario a turno unico; l'attuale parlamentare è Jeremy Wright del Partito Conservatore, che rappresenta il collegio dal 2010.

## Estensione

Kenilworth and Southam dal 2010 al 2024

Dal 2010 al 2024 il collegio comprese i ward del distretto di Warwick di Abbey, Cubbington, Lapworth, Leek Wootton, Park Hill, Radford Semele, St John’s e Stoneleigh, i ward del distretto di Stratford-on-Avon di Burton Dassett, Fenny Compton, Harbury, Kineton, Long Itchington, Southam, Stockton and Napton e Wellesbourne, e i ward del Borough di Rugby di Dunchurch and Knightlow, Leam Valley e Ryton-on-Dunsmore.
Dal 2024 il collegio comprende i ward del distretto di Warwick di Budbrooke; Cubbington and Leek Wootton; Kenilworth Abbey and Arden; Kenilworth Park Hill e Kenilworth St. John’s, i ward del distretto di Stratford-on-Avon di Bishop's Itchington, Fenny Compton and Napton; Gaydon, Kineton and Upper Lighthorne; Harbury; Southam East, Central and Stockton; Southam North and Long Itchington; Southam South; Southam West; Tysoe; Wellesbourne East and Rural; Wellesbourne North and Rural e Wellesbourne South, e i ward del Borough di Rugby di Dunsmore e Leam Valley.

## Membri del parlamento
| Elezione | Elezione | Deputato      | Partito      |
| -------- | -------- | ------------- | ------------ |
|          | 2010     | Jeremy Wright | Conservatore |

## Elezioni

### Elezioni negli anni 2020
| Partito                    | Partito                                   | Candidato                  | Risultati 4 luglio 2024 | Risultati 4 luglio 2024 |
| Partito                    | Partito                                   | Candidato                  | Voti                    | %                       |
| -------------------------- | ----------------------------------------- | -------------------------- | ----------------------- | ----------------------- |
|                            | Conservatore                              | Jeremy Wright              | 19 395                  | 36,37                   |
|                            | Laburista                                 | Cat Price                  | 12 821                  | 24,05                   |
|                            | Lib Dem                                   | Jenny Wilkinson            | 10 464                  | 19,62                   |
|                            | Reform UK                                 | Jacqui Harris              | 6 920                   | 12,98                   |
|                            | Verdi                                     | Alix Dearing               | 3 125                   | 5,86                    |
|                            | Monster Raving Loony                      | Nick Green                 | 442                     | 0,83                    |
|                            | UKIP                                      | Paul De'Ath                | 153                     | 0,29                    |
|                            |                                           |                            |                         |                         |
| Iscritti                   | Iscritti                                  | Iscritti                   | 74 923                  | 100,00                  |
| ↳ Votanti (% su iscritti)  | ↳ Votanti (% su iscritti)                 | ↳ Votanti (% su iscritti)  | 53 320                  | 71,17                   |
| ↳ Astenuti (% su iscritti) | ↳ Astenuti (% su iscritti)                | ↳ Astenuti (% su iscritti) | 21 603                  | 28,83                   |
|                            |                                           |                            |                         |                         |
|                            | Esito: collegio confermato a Conservatore |                            |                         |                         |

### Elezioni negli anni 2010
| Partito                    | Partito                                   | Candidato                  | Risultati 12 dicembre 2019 | Risultati 12 dicembre 2019 |
| Partito                    | Partito                                   | Candidato                  | Voti                       | %                          |
| -------------------------- | ----------------------------------------- | -------------------------- | -------------------------- | -------------------------- |
|                            | Conservatore                              | Jeremy Wright              | 30 351                     | 57,70                      |
|                            | Lib Dem                                   | Richard Dickson            | 9 998                      | 19,01                      |
|                            | Laburista                                 | Antony Tucker              | 9 440                      | 17,95                      |
|                            | Verdi                                     | Alison Firth               | 2 351                      | 4,47                       |
|                            | Monster Raving Loony                      | Nicholas Green             | 457                        | 0,87                       |
|                            |                                           |                            |                            |                            |
| Iscritti                   | Iscritti                                  | Iscritti                   | 68 156                     | 100,00                     |
| ↳ Votanti (% su iscritti)  | ↳ Votanti (% su iscritti)                 | ↳ Votanti (% su iscritti)  | 53 079                     | 77,88                      |
| ↳ Astenuti (% su iscritti) | ↳ Astenuti (% su iscritti)                | ↳ Astenuti (% su iscritti) | 15 077                     | 22,12                      |
|                            |                                           |                            |                            |                            |
|                            | Esito: collegio confermato a Conservatore |                            |                            |                            |

| Partito                    | Partito                                   | Candidato                  | Risultati 8 giugno 2017 | Risultati 8 giugno 2017 |
| Partito                    | Partito                                   | Candidato                  | Voti                    | %                       |
| -------------------------- | ----------------------------------------- | -------------------------- | ----------------------- | ----------------------- |
|                            | Conservatore                              | Jeremy Wright              | 31 207                  | 60,82                   |
|                            | Laburista                                 | Bally Singh                | 13 121                  | 25,57                   |
|                            | Lib Dem                                   | Richard Dickson            | 4 921                   | 9,59                    |
|                            | Verdi                                     | Rob Ballantyne             | 1 133                   | 2,21                    |
|                            | UKIP                                      | Harry Cottam               | 929                     | 1,81                    |
|                            |                                           |                            |                         |                         |
| Iscritti                   | Iscritti                                  | Iscritti                   | 66 293                  | 100,00                  |
| ↳ Votanti (% su iscritti)  | ↳ Votanti (% su iscritti)                 | ↳ Votanti (% su iscritti)  | 51 311                  | 77,40                   |
| ↳ Astenuti (% su iscritti) | ↳ Astenuti (% su iscritti)                | ↳ Astenuti (% su iscritti) | 14 982                  | 22,60                   |
|                            |                                           |                            |                         |                         |
|                            | Esito: collegio confermato a Conservatore |                            |                         |                         |

| Partito                    | Partito                                   | Candidato                  | Risultati 7 maggio 2015 | Risultati 7 maggio 2015 |
| Partito                    | Partito                                   | Candidato                  | Voti                    | %                       |
| -------------------------- | ----------------------------------------- | -------------------------- | ----------------------- | ----------------------- |
|                            | Conservatore                              | Jeremy Wright              | 28 474                  | 58,36                   |
|                            | Laburista                                 | Bally Singh                | 7 472                   | 15,31                   |
|                            | UKIP                                      | Harry Cottam               | 5 467                   | 11,20                   |
|                            | Lib Dem                                   | Richard Dickson            | 4 913                   | 10,07                   |
|                            | Verdi                                     | Rob Ballantyne             | 1 956                   | 4,01                    |
|                            | Monster Raving Loony                      | Nicholas Green             | 370                     | 0,76                    |
|                            | Digital Democracy                         | Jon Foster-Smith           | 139                     | 0,28                    |
|                            |                                           |                            |                         |                         |
| Iscritti                   | Iscritti                                  | Iscritti                   | 65 228                  | 100,00                  |
| ↳ Votanti (% su iscritti)  | ↳ Votanti (% su iscritti)                 | ↳ Votanti (% su iscritti)  | 48 791                  | 74,80                   |
| ↳ Astenuti (% su iscritti) | ↳ Astenuti (% su iscritti)                | ↳ Astenuti (% su iscritti) | 16 437                  | 25,20                   |
|                            |                                           |                            |                         |                         |
|                            | Esito: collegio confermato a Conservatore |                            |                         |                         |

| Partito                    | Partito                                         | Candidato                  | Risultati 6 maggio 2010 | Risultati 6 maggio 2010 |
| Partito                    | Partito                                         | Candidato                  | Voti                    | %                       |
| -------------------------- | ----------------------------------------------- | -------------------------- | ----------------------- | ----------------------- |
|                            | Conservatore                                    | Jeremy Wright              | 25 945                  | 53,57                   |
|                            | Lib Dem                                         | Nigel Rock                 | 13 393                  | 27,65                   |
|                            | Laburista                                       | Nicholas Milton            | 6 949                   | 14,35                   |
|                            | UKIP                                            | John Moore                 | 1 214                   | 2,51                    |
|                            | Verdi                                           | James Harrison             | 568                     | 1,17                    |
|                            | Indipendente                                    | Joe Rukin                  | 362                     | 0,75                    |
|                            |                                                 |                            |                         |                         |
| Iscritti                   | Iscritti                                        | Iscritti                   | 64 317                  | 100,00                  |
| ↳ Votanti (% su iscritti)  | ↳ Votanti (% su iscritti)                       | ↳ Votanti (% su iscritti)  | 48 431                  | 75,30                   |
| ↳ Astenuti (% su iscritti) | ↳ Astenuti (% su iscritti)                      | ↳ Astenuti (% su iscritti) | 15 886                  | 24,70                   |
|                            |                                                 |                            |                         |                         |
|                            | Esito: collegio a Conservatore (nuovo collegio) |                            |                         |                         |

## Risultati dei referendum

### Referendum sulla permanenza del Regno Unito nell'Unione europea del 2016
|             | Collegio               | Lasciare UE % | Rimanere in UE % |
| ----------- | ---------------------- | ------------- | ---------------- |
|             | Kenilworth and Southam | 46,5%         | 53,5%            |
|             | Inghilterra            | 53,3%         | 46,7%            |
| Regno Unito | 51,9%                  | 48,1%         |                  |